# 日本扁谷盗属
日本扁谷盗属（学名：Nipponophloeus）是鞘翅目扁谷盗科中的一个属，仅有两种，分布在俄罗斯远东地区、日本及中国广东等地。

## 形态
该属雄性头侧面无侧脊；额唇基缝缺失； 鞘翅具4条纵刻线。该属触角近丝状，前足基节窝向后封闭。

## 分类
该属已知包括两种：
- 日本扁谷盗 (Nipponophloeus boninensis Nakane，1991)： 主要分布在日本
- 日本竹扁谷盗 (Nipponophloeus dorcoides Reitter，1874)：主要分布在俄罗斯远东地区、日本及中国广东。